# Резекція шлунка за Більрот-2
Більрот-2 — метод резекції шлунка при хірургічному лікуванні захворювань шлунка та дванадцятипалої кишки. Принцип резекції полягає у видаленні частини шлунка з подальшим відновленням цілісності травного тракту завдяки шлунково-кишковому анастомозу (з'єднання).
Спосіб резекції залежить від розташування патологічного процесу, виду захворювання (рак шлунка, виразка), розмірів ділянки органу, що видаляється.

## Покази до операції
Абсолютні покази:
- рак шлунка ;
- підозра на малігнізацію виразки;
- стеноз воротаря;
- повторні шлунково-кишкові кровотечі.

Відносні покази:
- Перфоративні виразки, які тривалий час незагоюються.

## Резекція шлунка за Більрот-2
Резекція шлунка за Більрот-2 відрізняється тим, що куксу органу зашивають з накладенням заднього або переднього гастроентероанастомоза. Більрот-2 також має багато модифікацій по методикам підшивання тонкої кишки до кукси шлунка, закриття кукси шлунка и т.д.
Наприклад, коли виникає необхідність резекції нижньої частини шлунка — антиректомія (резекція антрального відділу шлунка), що не є класичною частиною операції Б. II. Хірургічна процедура називається гастроєюностомією.
Існує більше показань для резекції за Більрот-2: виразки проксимальної, дистальної та середньої третини шлунка, пептичні виразки.

### Переваги
- Здійснюється велика резекція органу без натягу гастроєюнальних швів.
- При виразці дванадцятипалої кишки рідше виникають після операції пептичні виразки анастомозу.
- При дуоденальній виразці з грубими патологічними змінами дванадцятипалої кишки легше проводитися ушивання кукси, ніж анастомоз з шлунком.
- При нерезектабельній дуоденальній виразці після виконання резекції по Finsterer-Bancroft-Plenk тільки з допомогою резекції за Більрот-2 вдається відновити прохідність травної системи.

### Недоліки
- Підвищується ризик розвитку демпінг-синдрому.
- Можливим, хоча и рідкісним ускладненням є внутрішня грижа.

### Техніка виконання операції
Після верхньої серединної лапаротомії проводиться мобілізація шлунка і відповідним чином обробляється культя 12-палої кишки. Потім хірург приступає до відсікання шлунка і формування анастомозу. Для чого з пілоричного відділу в першу чергу знімається затиск і аспіратором відсмоктується весь його вміст, потім по лінії майбутньої резекції на шлунок накладається два прямих шлункових жоми: один з боку малої, а інший — з боку великої кривизни так, щоб кінці їх стикалися. Поблизу від них частину шлунка що видаляється беруть на роздавлюючий шлунковий затискач, після чого по його краю, попередньо натягнувши шлунок, орган відсікають скальпелем і витягають препарат.
Далі переходять до ушивання верхньої третини кукси шлунка що утворилась. Більшість фахівців при цьому накладають дво- або трьохрядовий шов. Перший шов роблять навколо шлункового жому і затягують його. Потім цієї ж ниткою в протилежному напрямку проходять через всі шари кукси шлунка безперервним швом. Починаючи з десерозованої ділянки органу, за його малою кривизною проводять другий ряд вузлових серозно-м'язових швів, повністю занурюючи попередній ряд. Нитки останнього шва не зрізують, а взявши їх на затиск, використовують як тримач.
Завершивши ушивання верхньої третини кукси шлунка, хірурги приступають до формування анастомозу. Для чого заздалегідь підготовлену коротку петлю тонкої кишки акуратно підводять до культі шлунка так, щоб її привідна частина відповідала малій кривизні, а відвідна- великій. При цьому слід зазначити, що довжина привідної петлі від верхньої дуоденальної складки очеревини до початку співустя що накладається не повинна перевищувати 10 см.
Привідну петлю кишки фіксують до культі шлунка шляхом накладення декількох вузлових шовкових швів протягом 3-4 см вище місця розташування шва-тримача, а відводять — одним-єдиним швом до великої кривизни. Підшивають кишку до шлунку так, щоб лінія анастомозу, ширина якого обов'язково повинна бути не менше 5-6 см, проходила строго посередині вільного краю кишкової петлі.
Закінчивши процес накладення анастомозу, з операційної рани витягують всі серветки і проводять ретельну ревізію черевної порожнини: видаляють кров, що скупчилася, перевіряють надійність і герметичність ушитої кукси 12-палої кишки, оцінюють якість лігування кровоносних судин.
Потім анастомоз підшивають до країв розрізу брижі поперечноободової кишки, а їх, у свою чергу, фіксують 4-5 вузловими швами до стінки шлунка вище створеного співустя з таким розрахунком, щоб між швами не залишилося великих щілин, з огляду на те, що недостатня фіксація загрожує проникненням петель тонкої кишки в вікно брижі з розвитком їх обмеження. Після того як анастомоз зведений, поперечноободову кишку опускають назад в черевну порожнину і пошарово наглухо зашивають рану черевної стінки.

## Модифікації
- за Гофмейстером-Фінстерером
- за Ру
- за Бальфуру